# Martin Paas
Martin Paas (* 3. Februar 1967 in Solingen) ist ein deutscher Puppenspieler, Real-Time-Animator, Autor und Synchronsprecher, der vorwiegend für das Fernsehen arbeitet.
Bei Hurra Deutschland spielte er Kanzler Gerhard Schröder und gab Michael Schumacher seine Stimme. Er spielte in den Sendungen Käpt’n Blaubär, Beutolomäus und Chili TV. Bei der Sesamstraße bzw. deren Ableger Sesamstraße präsentiert: Eine Möhre für Zwei spielt er das Schaf Wolle und seit 2006 Ernie, denen er auch seine Stimme leiht.
Für „Goleo VI“, das Maskottchen der Fußball-Weltmeisterschaft 2006, war Paas die Erstbesetzung. 2015 übernahm er diese noch einmal in der Fernseh-Satire Schorsch Aigner – Der Mann, der Franz Beckenbauer war. Seit 2016 erweckt er auch den Löwen in OLI’s Wilde Welt zum Leben. In der Neuauflage des DDR-Kinderfernsehen-Klassikers Pittiplatsch im Sandmännchen durch den RBB spielt und spricht er die Figur Moppi. 2020 gewann er als „Kevin Puerro“ an der Seite von Jessica Paszka und Henning Wehland die erste Staffel der SAT1-Show Pretty in Plüsch.
Er sprach 10 Jahre lang die gelbe „M&M’s“-Figur „Yellow“ in Werbespots, synchronisiert Fernsehfilme und spricht Hörspiele, u. a. Die drei ??? (Folge 179 Die Rache des Untoten und Folge 202 Das weiße Grab).
Martin Paas hat zudem zahlreiche Drehbücher für unterschiedliche Formate des Kinderfernsehens verfasst.